# (7853) Confucius
(7853) Confucius est un astéroïde de la ceinture principale.

## Description
(7853) Confucius est un astéroïde de la ceinture principale. Il fut découvert par Cornelis Johannes van Houten, Ingrid van Houten-Groeneveld et Tom Gehrels le 29 janvier 1973 à l'observatoire Palomar. Il présente une orbite caractérisée par un demi-grand axe de 3,04 UA, une excentricité de 0,241 et une inclinaison de 5,89° par rapport à l'écliptique.
Il fut nommé en hommage au philosophe chinois Confucius, (551-471 avant Jésus-Christ).

## Compléments